# قانون استخدام کشوری ۱۳۰۱
قانون استخدام کشوری ۱۳۰۱ نخستین لایحهٔ استخدام کشوری در ایران بود که در آذر ماه ۱۳۰۱ در ۵ فصل و ۷۴ ماده به تصویب مجلس شورای ملی رسید. این لایحه با مطالعهٔ مقررات استخدامی کشورهای پیشرفته تهیه شده بود. در این قانون مقرراتی پیش‌بینی شده بود که در نظام حقوقی ایران سابقه نداشت؛ از جمله جدا کردن تخلفات اداری از تخلفات عمومی و پایه‌گذاری دادرسی اداری برای رسیدگی به تخلفات اداری کارکنان دولت. در مورد عامیت، هر چند این مصوبهٔ مجلس به عنوان قانونی عام در زمینه استخدام دولتی وضع شده بود اما سال‌ها پس از آن قوانینی در مورد بخشی از مستخدمان دولت تصویب شد که از عامیت قانون کاست برای نمونه می‌توان قانون استخدام قضات ۱۳۰۶، قانون استخدام پزشکان ۱۳۲۸، قانون استخدام پرستاران ۱۳۲۶ را نام برد.
البته قانون استخدام کشوری ۱۳۰۱ با اینکه نخستین لایحهٔ استخدام کشوری در ایران بود، نخستین قانونی نبود که در مورد کارکنان دولت به تصویب می‌رسید بلکه در سال ۱۲۸۷ قانونی زیر نام قانون وظایف (۱۳۲۶ قمری) وضع شده بود که مربوط به پرداخت حقوق وظیفه به بازماندگان صاحب حقوق دیوان (کارکنان دولت) می‌شد.